# Memento maris

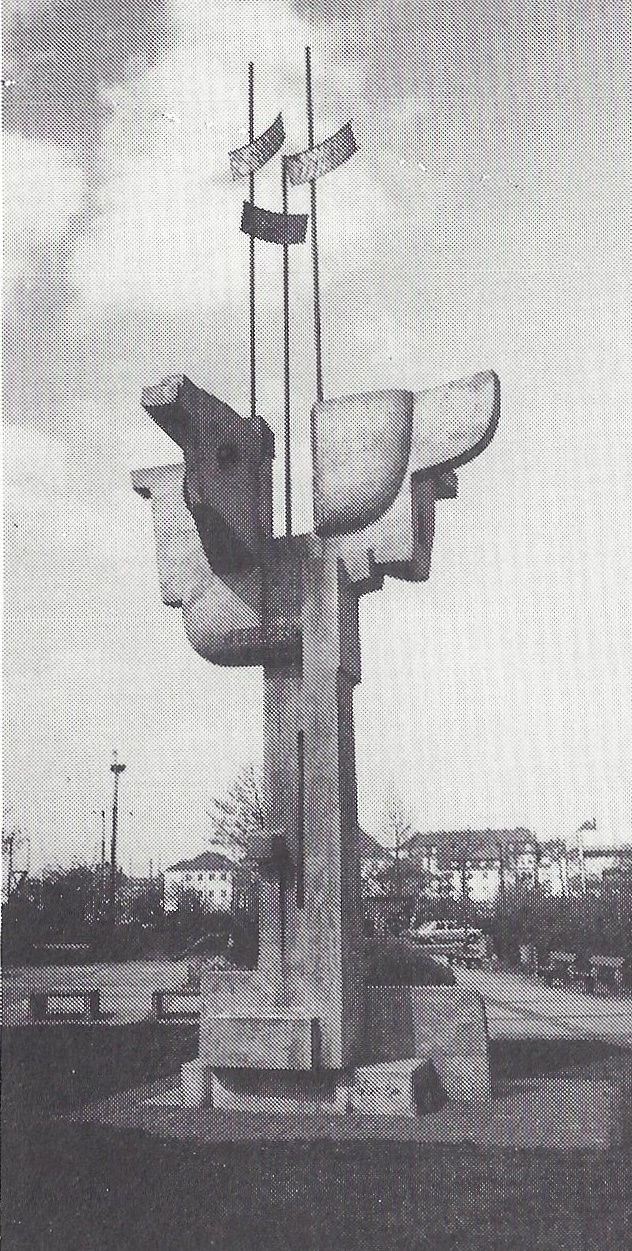
Memento maris (1980)

Memento maris ist eine Großplastik von Gerhart Schreiter in Bremerhaven.

## Geschichte
In den 1960er Jahren wurde in Geestemünde der Verkehrsknotenpunkt Elbinger Platz gebaut. Die Bürgergemeinschaft Unser schönes Bremerhaven initiierte einen begrenzten Wettbewerb für die Erstellung einer Plastik, die Bremerhavens Orientierung zur See versinnbildlichen sollte. In die Endausscheidung kamen die Entwürfe von Schreiter und Gerhard Olbrich. Schreiters Entwurf – „das Ding“ – entfachte eine heftige Auseinandersetzung mit Leserbriefen in der Nordsee-Zeitung.

## Lage
Am 26. Juli 1968 eingeweiht, steht die 15 m hohe Plastik aus Beton und Stahl in einer (damals noch offenen) Grünanlage auf der Ostseite vom Elbinger Platz. An der Stelle verlief parallel zur Bismarckstraße der 1937/38 zugeschüttete Stichkanal zum Holzhafen Geestemünde.

## Gestaltung
„Aus einem von aneinandergefügten und sich gegenseitig durchdringenden Quadern gebildeten Sockel wächst, das Motiv gleichsam vertikal und gestreckt fortsetzend, eine schlanke Säule empor, die sich zu einem voluminösen Haupt mit kreuzförmig in die vier Himmelsrichtungen weisenden Ausladungen erweitert. Letztere sind teils bauchig, teils scheibenförmig mit bulleyrunden Durchbrüchen ausgearbeitet und erinnern, großzügig abstrahiert gesehen, an Schiffsdetails wie Bug, Heck oder Querschnitt.
Hier ist auch die sinngebende Benennung des Werkes zu lesen:
MEMENTO MARIS
Gedenke des Meeres, also der Schiffe, der Häfen und Werften und insbesondere der Menschen, die dort tätig sind.
Gleichsam als heitere Krönung und verspielter Kontrapunkt zu den betongrauen wuchtigen Formmassen ragen drei mastenähnliche, feinlinige Stangen empor, die im Winde leicht pendeln und an denen schwach gewölbte, metallische Rechtecke mit Zickzack-, Rauten- und Wellenornamentik hängen. Sie lassen an Wimpel, Segel oder gar Radar-Antennen denken.
Von der Konzeption zunächst klarlinig und eher streng architektonisch gehalten, überrascht die Komposition durch behutsam eingesetzte intuitive Einfälle. Im wechselnden Spiel von Licht und Schatten stehen Rundes und Eckiges, Kleinformatiges und Massiges, Recht- und Schiefwinkliges, Dynamisches und Statisches, Auswölbendes und Durchbrochenes, Berechnetes und Spontanes in spannungsreicher Polarität zueinander. Zweifellos wird das Denkmal in seiner schon klassisch-modernen Formensprache einen vorderen Rang unter den zeitgenössischen deutschen Großplastiken beanspruchen dürfen.“

Die „Segel“ sind (durch Wind) gelöst und bislang trotz der Sinnentstellung nicht ersetzt worden.

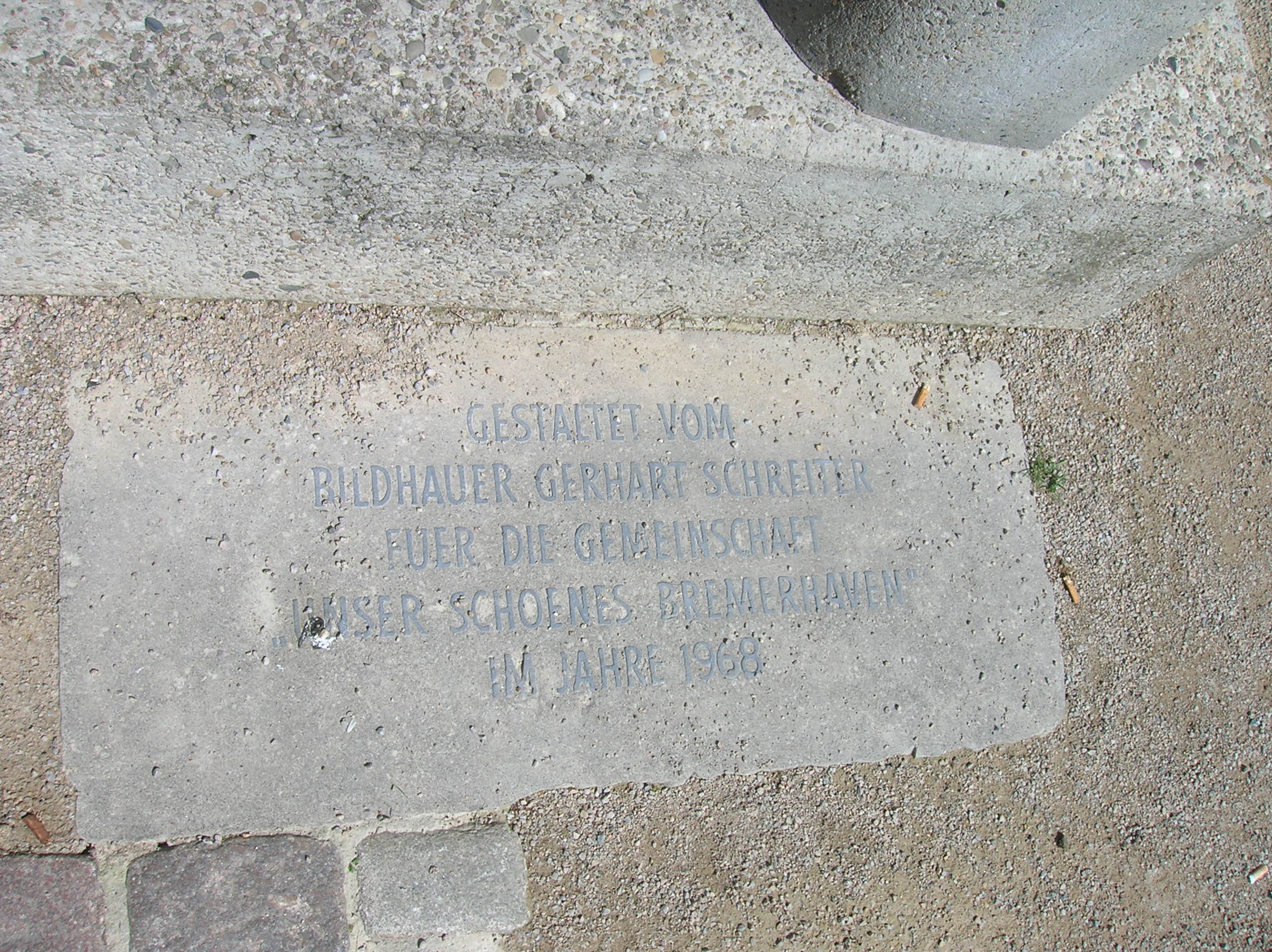
Inschrift
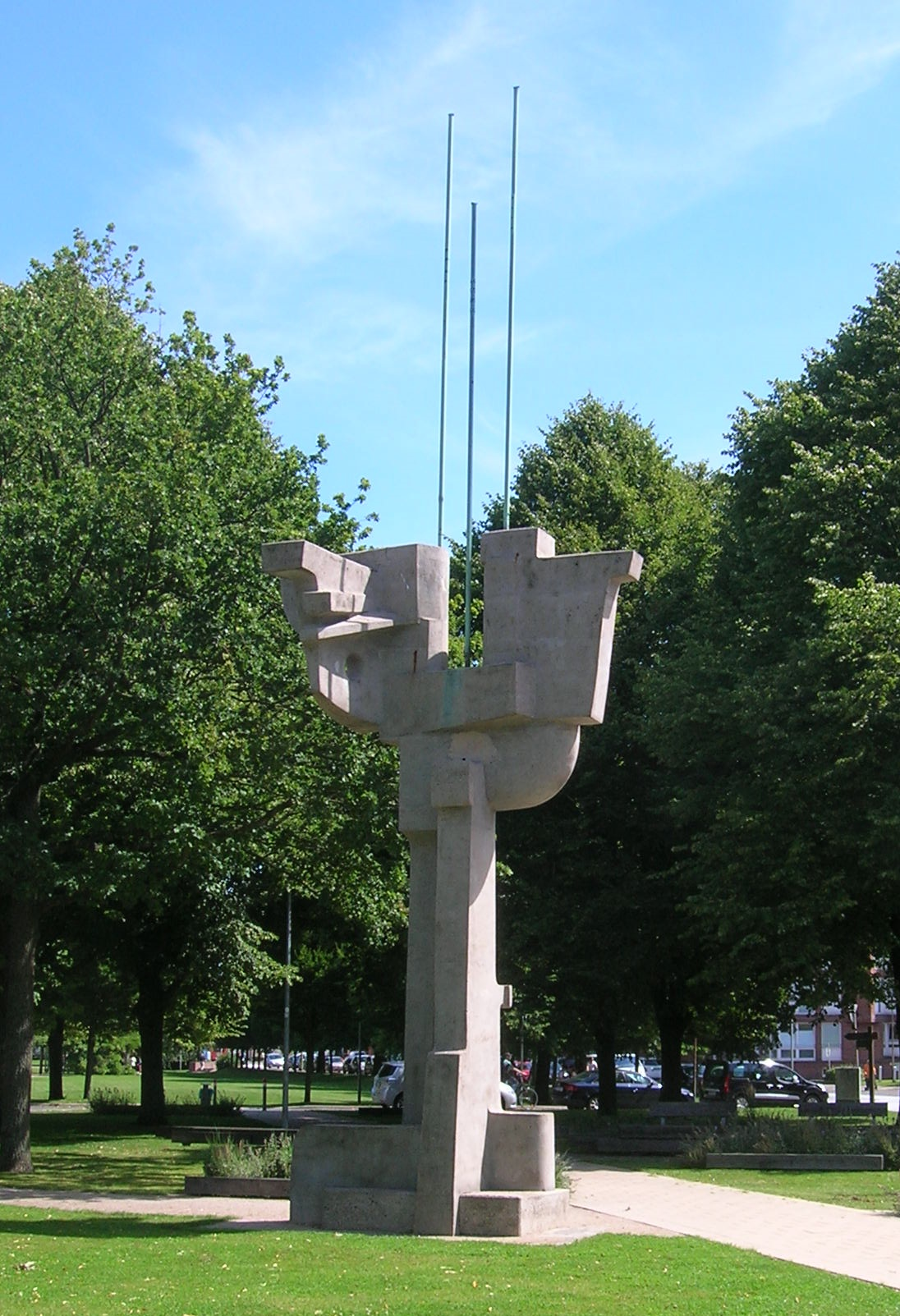
Blick von West
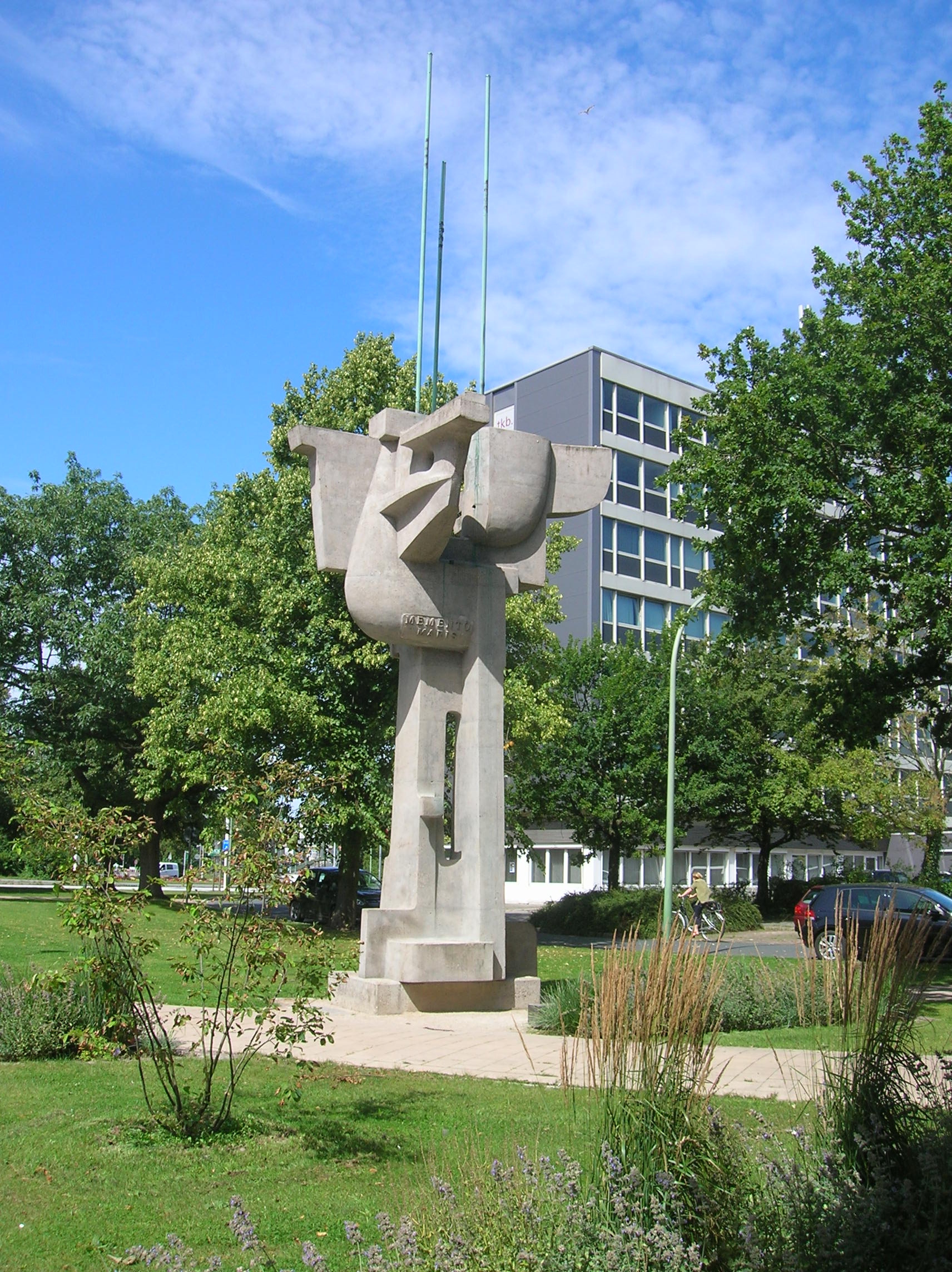
Blick von Südost